# Antwerp Port Epic
Antwerp Port Epic – jednodniowy wyścig kolarski, rozgrywany w Belgii na trasie wokół Antwerpii. 
Pierwsza edycja imprezy odbyła się w 2018. Od początku istnienia zaliczana jest do cyklu UCI Europe Tour, w którym posiada kategorię 1.1.

## Zwycięzcy
Opracowano na podstawie:
| Rok  | Pierwsze                 | Drugie             | Trzecie             |
| ---- | ------------------------ | ------------------ | ------------------- |
| 2018 | Guillaume Van Keirsbulck | Aksel Nõmmela      | Taco van der Hoorn  |
| 2019 | Aimé De Gendt            | Tim Merlier        | Timothy Dupont      |
| 2020 | Gianni Vermeersch        | Stan Dewulf        | Baptiste Planckaert |
| 2021 | Mathieu van der Poel     | Taco van der Hoorn | Tim Merlier         |
| 2022 | Florian Vermeersch       | Gianni Vermeersch  | Thibau Nys          |
| 2023 | Dries De Bondt           | Timo Kielich       | Quinten Hermans     |
| 2024 | Alexander Kristoff       | Émilien Jeannière  | Oded Kogut          |